# Scaptomyza quadruangulata
Scaptomyza quadruangulata är en tvåvingeart som beskrevs av Singh och Dash 1993. Scaptomyza quadruangulata ingår i släktet Scaptomyza och familjen daggflugor. Inga underarter finns listade i Catalogue of Life.